# Dipartimento di Cesar
Il dipartimento di Cesar è uno dei 32 dipartimenti della Colombia. Il capoluogo del dipartimento è Valledupar.

## Geografia fisica
Il dipartimento di Cesar confina a nord con il dipartimento di La Guajira, ad est con lo stato venezuelano di Zulia ed il dipartimento di Norte de Santander, a sud con il dipartimento di Santander ed a ovest con i dipartimenti di Bolívar e Magdalena.
Il territorio del dipartimento è caratterizzato a nord dai rilievi della Sierra Nevada de Santa Marta e lungo il confine orientale dalla fascia pedemontana della Sierra de Perijá. Il resto del territorio è pianeggiante attraversato dal fiume Magdalena al confine occidentale con il dipartimento di Bolívar ed il fiume Cesar che defluisce nel bacino lacustre di 310 km² della Ciénaga de Zapatosa.
Nella zona pianeggiante il clima è caldo e secco con meno di 1300 mm di piaggia all'anno. Nelle zone montuose le precipitazioni superano i 2000 mm l'anno.

## Geografia antropica

### Suddivisioni amministrative
Il dipartimento di Cesar si compone di 25 comuni:
- Aguachica
- Agustín Codazzi
- Astrea
- Becerril
- Bosconia
- Chimichagua
- Chiriguaná
- Curumaní
- El Copey
- El Paso
- Gamarra
- González
- La Gloria
- La Jagua de Ibirico
- La Paz Robles
- Manaure Balcón del Cesar
- Pailitas
- Pelaya
- Pueblo Bello
- Río de Oro
- San Alberto
- San Diego
- San Martín
- Tamalameque
- Valledupar